# Châtas
Châtas est une commune française située dans le département des Vosges, en région Grand Est.

## Géographie

### Localisation
La commune est à 1,9 km de Le Rouaux et 3,1 de Grandrupt.

### Géologie et relief
Châtas se situe dans le massif de l'Ormont.

### Sismicité
Commune située dans une zone 3 de sismicité modérée.

### Voies de communications et transports

#### Voies routières
- D454 vers Grandrupt, Le Rouaux[3].
- D45b vers Ménil-de-Senones.

#### Transports en commun
- Fluo Grand Est.

### Communes limitrophes
| Vieux-Moulin     | Le Puid | Grandrupt       |
| Ménil-de-Senones | Châtas  |                 |
| Ban-de-Sapt      |         | La Grande-Fosse |

### Hydrographie et les eaux souterraines
Hydrogéologie et climatologie : Système d’information pour la gestion des eaux souterraines du bassin Rhin-Meuse :
Territoire communal : Occupation du sol (Corinne Land Cover) ; Cours d'eau (BD Carthage) ;
Géologie : Carte géologique ; Coupes géologiques et techniques ;
Hydrogéologie : Masses d'eau souterraine ; BD Lisa ; Cartes piézométriques.
La commune est située dans le bassin versant du Rhin au sein du bassin Rhin-Meuse. Elle est drainée par le ruisseau de Lavaux,.

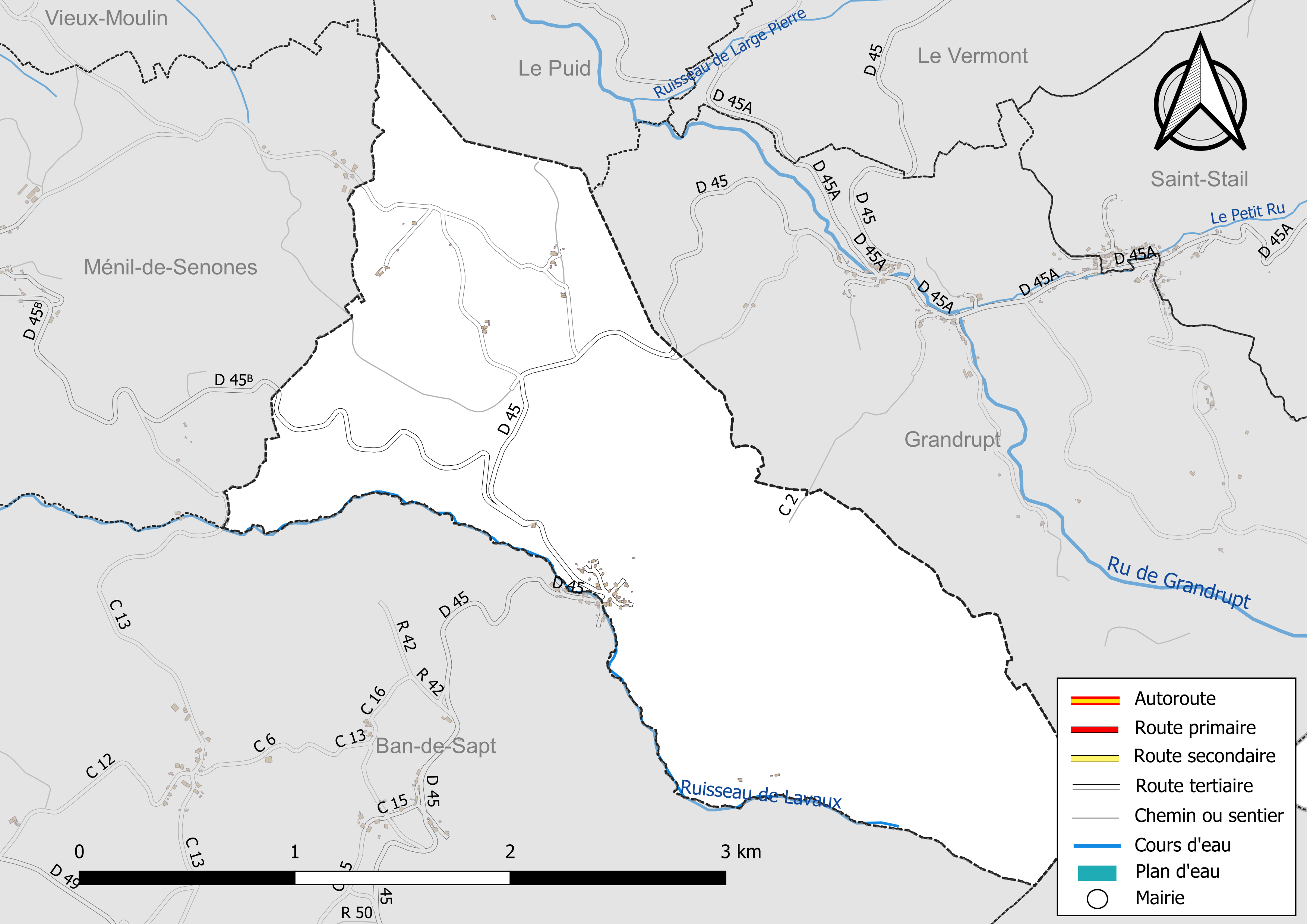
Réseaux hydrographique et routier de Châtas.

### Climat
Pour des articles plus généraux, voir Climat du Grand Est et Climat des Vosges.
En 2010, le climat de la commune est de type climat de montagne, selon une étude du Centre national de la recherche scientifique s'appuyant sur une série de données couvrant la période 1971-2000. En 2020, Météo-France publie une typologie des climats de la France métropolitaine dans laquelle la commune est exposée à un climat semi-continental et est dans la région climatique  Vosges, caractérisée par une pluviométrie très élevée (1 500 à 2 000 mm/an) en toutes saisons et un hiver rude (moins de 1 °C). 
Pour la période 1971-2000, la température annuelle moyenne est de 8,5 °C, avec une amplitude thermique annuelle de 16,5 °C. Le cumul annuel moyen de précipitations est de 1 284 mm, avec 14,2 jours de précipitations en janvier et 11,4 jours en juillet. Pour la période 1991-2020, la température moyenne annuelle observée sur la station météorologique de Météo-France la plus proche, « Ban-de-Sapt », sur la commune de Ban-de-Sapt à 3 km à vol d'oiseau, est de 10,3 °C et le cumul annuel moyen de précipitations est de 1 027,3 mm. 
La température maximale relevée sur cette station est de 36,9 °C, atteinte le 7 août 2015 ; la température minimale est de −17 °C, atteinte le 19 décembre 2009,,. 
Les paramètres climatiques de la commune ont été estimés pour le milieu du siècle (2041-2070) selon différents scénarios d'émission de gaz à effet de serre à partir des nouvelles projections climatiques de référence DRIAS-2020. Ils sont consultables sur un site dédié publié par Météo-France en novembre 2022.

## Urbanisme

### Typologie
Au 1er janvier 2024, Châtas est catégorisée commune rurale à habitat dispersé, selon la nouvelle grille communale de densité à sept niveaux définie par l'Insee en 2022.
Elle est située hors unité urbaine. Par ailleurs la commune fait partie de l'aire d'attraction de Saint-Dié-des-Vosges, dont elle est une commune de la couronne,. Cette aire, qui regroupe 47 communes, est catégorisée dans les aires de 50 000 à moins de 200 000 habitants,.

### Occupation des sols
L'occupation des sols de la commune, telle qu'elle ressort de la base de données européenne d’occupation biophysique des sols Corine Land Cover (CLC), est marquée par l'importance des forêts et milieux semi-naturels (74,3 % en 2018), en diminution par rapport à 1990 (77,5 %). La répartition détaillée en 2018 est la suivante : 
forêts (74,3 %), prairies (25,7 %). L'évolution de l’occupation des sols de la commune et de ses infrastructures peut être observée sur les différentes représentations cartographiques du territoire : la carte de Cassini (XVIIIe siècle), la carte d'état-major (1820-1866) et les cartes ou photos aériennes de l'IGN pour la période actuelle (1950 à aujourd'hui).

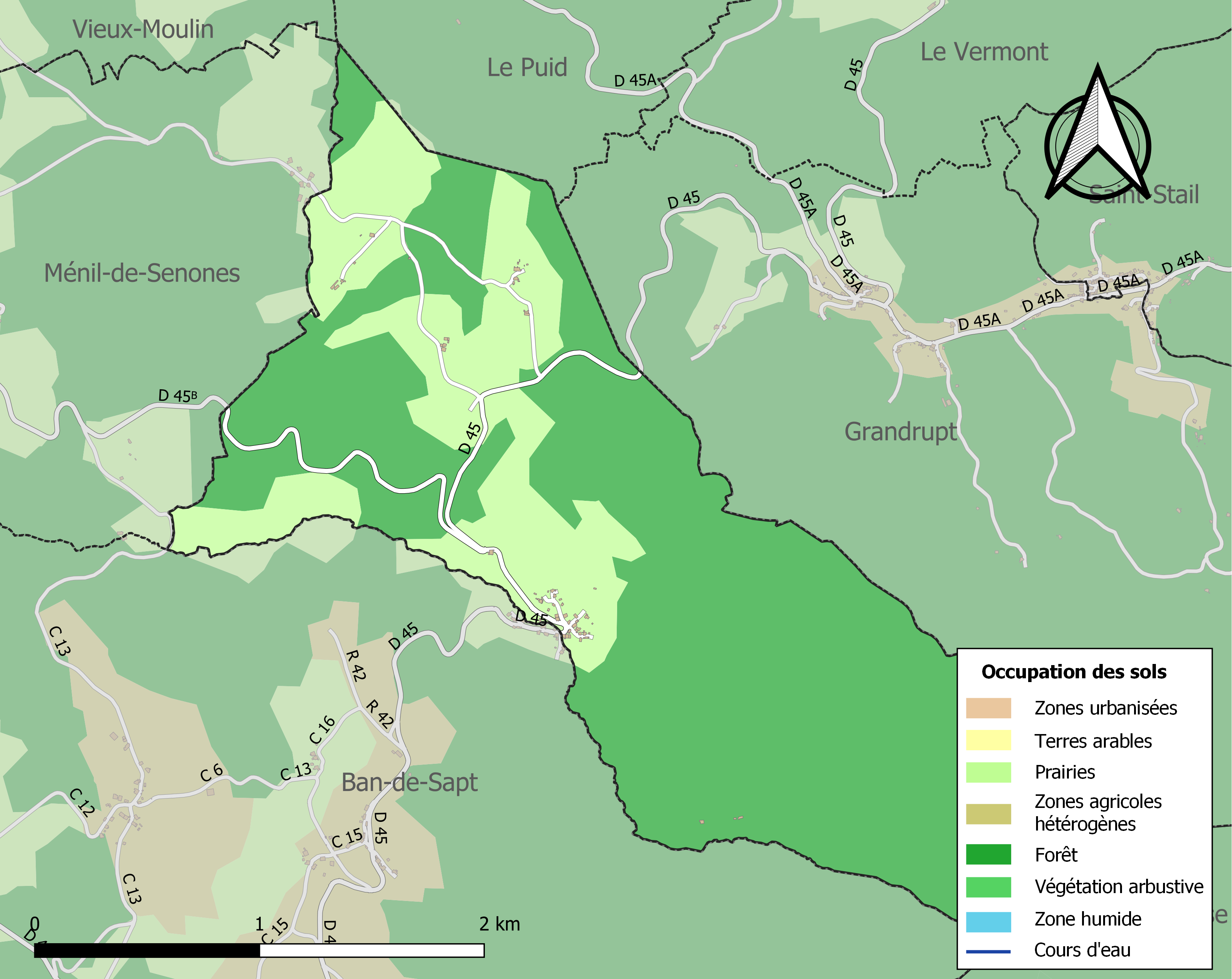
Carte des infrastructures et de l'occupation des sols de la commune en 2018 (CLC).

## Toponymie
Le nom de la localité est attesté sous les formes Chatais (1275) ; Chateis (1277) ; Chastel (1328) ; Chataul (1351) ; Chatay (1571) ; Chattaye ou Chatta (1711) ; Chatay ou Chatas (1751) ; Chattay ou Chatas (1753).

Châtas, Castellum, nom d'une dépendance de l'abbaye de Senones qui faisait partie de la Principauté de Salm-Salm.

## Histoire
Châtas faisait partie, jusqu'en 1793, de la principauté de Salm.

La commune a été décorée le 03 janvier 1921 de la croix de guerre 1914-1918.

## Politique et administration

### Budget et fiscalité 2022

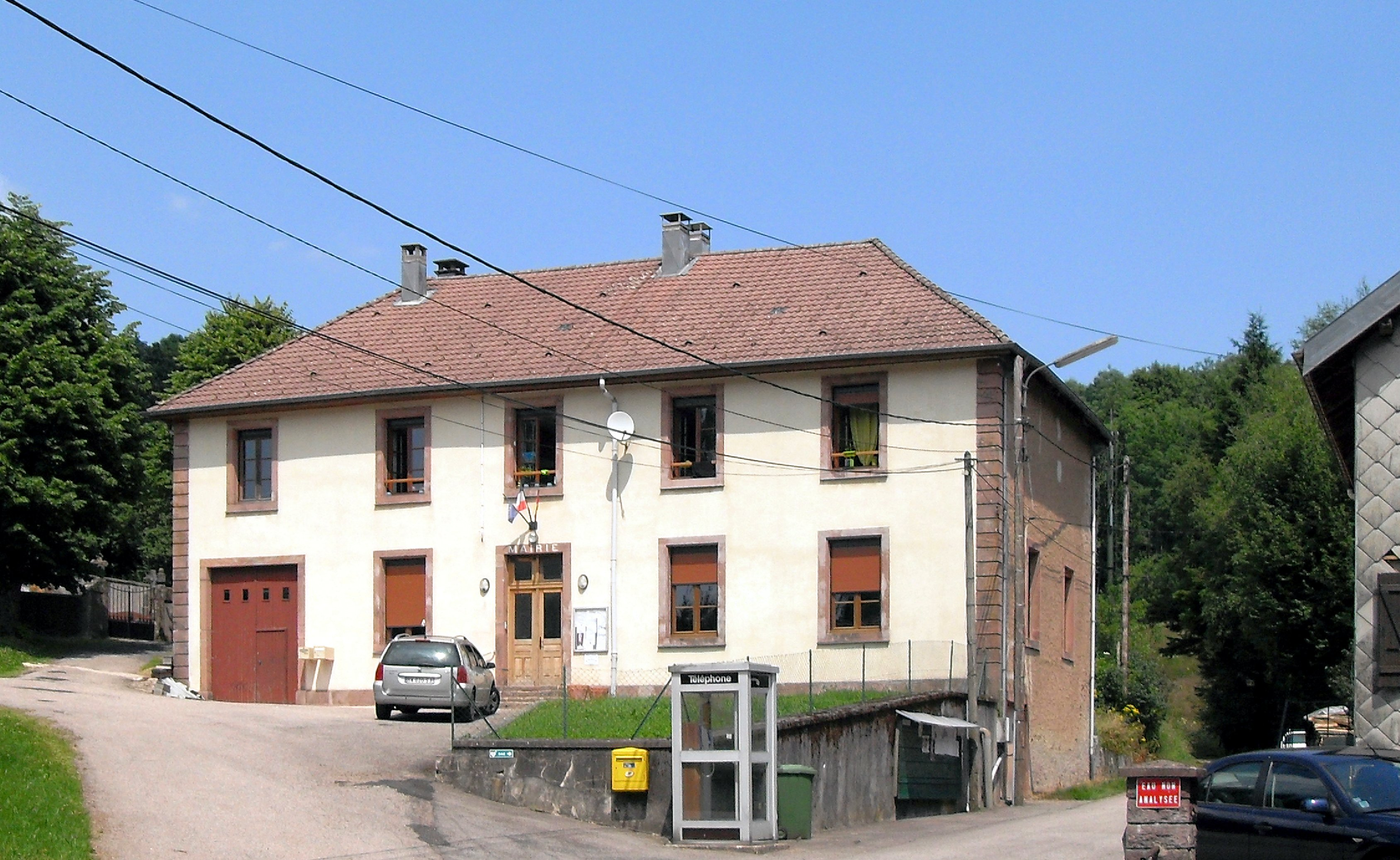
La mairie de Châtas.

En 2022, le budget de la commune était constitué ainsi :
- total des produits de fonctionnement : 87 000 €, soit 1 940 € par habitant ;
- total des charges de fonctionnement : 71 000 €, soit 1 570 € par habitant ;
- total des ressources d'investissement : 52 000 €, soit 1 151 € par habitant ;
- total des emplois d'investissement : 37 000 €, soit 817 € par habitant ;
- endettement : 49 000 €, soit 1 100 € par habitant.

Avec les taux de fiscalité suivants :
- taxe d'habitation : 18,17 % ;
- taxe foncière sur les propriétés bâties : 34,11 % ;
- taxe foncière sur les propriétés non bâties : 14,73 % ;
- taxe additionnelle à la taxe foncière sur les propriétés non bâties : 0,00 % ;
- cotisation foncière des entreprises : 0,00 %.

Chiffres clés Revenus et pauvreté des ménages en 2021 : médiane en 2021 du revenu disponible, par unité de consommation.

### Liste des maires
| Période                                  | Période                        | Identité        | Étiquette | Qualité  |
| ---------------------------------------- | ------------------------------ | --------------- | --------- | -------- |
| Les données manquantes sont à compléter. |                                |                 |           |          |
| avant 1981                               | mars 2008                      | Frieda Stirling |           |          |
| mars 2008                                | En cours (au 8 septembre 2021) | Brigitte Gamain |           | Retraité |

## Population et société

### Démographie

#### Évolution démographique
L'évolution du nombre d'habitants est connue à travers les recensements de la population effectués dans la commune depuis 1793. Pour les communes de moins de 10 000 habitants, une enquête de recensement portant sur toute la population est réalisée tous les cinq ans, les populations de référence des années intermédiaires étant quant à elles estimées par interpolation ou extrapolation. Pour la commune, le premier recensement exhaustif entrant dans le cadre du nouveau dispositif a été réalisé en 2005.

En 2022, la commune comptait 36 habitants, en évolution de −29,41 % par rapport à 2016 (Vosges : −2,96 %, France hors Mayotte : +2,11 %).
| 1793 | 1800 | 1806 | 1821 | 1831 | 1836 | 1841 | 1846 | 1856 |
| ---- | ---- | ---- | ---- | ---- | ---- | ---- | ---- | ---- |
| 251  | 226  | 219  | 293  | 303  | 329  | 308  | 358  | 355  |

| 1861 | 1866 | 1876 | 1881 | 1886 | 1891 | 1896 | 1901 | 1906 |
| ---- | ---- | ---- | ---- | ---- | ---- | ---- | ---- | ---- |
| 346  | 342  | 346  | 301  | 282  | 233  | 221  | 213  | 181  |

| 1911 | 1921 | 1926 | 1931 | 1936 | 1946 | 1954 | 1962 | 1968 |
| ---- | ---- | ---- | ---- | ---- | ---- | ---- | ---- | ---- |
| 161  | 128  | 99   | 88   | 84   | 67   | 79   | 65   | 68   |

| 1975 | 1982 | 1990 | 1999 | 2005 | 2006 | 2010 | 2015 | 2020 |
| ---- | ---- | ---- | ---- | ---- | ---- | ---- | ---- | ---- |
| 70   | 60   | 42   | 42   | 58   | 58   | 55   | 52   | 39   |

| 2022 | - | - | - | - | - | - | - | - |
| ---- | - | - | - | - | - | - | - | - |
| 36   | - | - | - | - | - | - | - | - |

### Enseignement
Établissements d'enseignements :
- Écoles maternelles et primaires à Ban-de-Sapt, Saales, Senones, La Petite-Raon, Senones.
- Collèges à Senones, Provenchères-et-Colroy, Saint-Dié-des-Vosges.
- Lycées à Saint-Dié-des-Vosges.

### Santé
Professionnels et établissements de santé :
- Médecins à La Petite-Raon, Senones, Saales, Provenchères-sur-Fave, Le Beulay, Moyenmoutier.
- Pharmacies à La Petite-Raon, Senones, Saales, Provenchères-sur-Fave, Moyenmoutier.
- Hôpitaux à Senones, Raon-l'Étape, Rothau, Sainte-Marie-aux-Mines.

### Cultes
- Culte catholique, Paroisse Sainte-Odile[29], Diocèse de Saint-Dié.

## Économie

### Entreprises et commerces

#### Agriculture et élevage
- Activité agricole[30].

#### Tourisme
- Hébergements et restauration à Grandrupt, Saales, Belval, Senones, Denipaire, Provenchères-sur-Fave, Saulxures, Plaine, La Voivre.

#### Commerces
- Commerces et services de proximité.

## Culture locale et patrimoine

### Lieux et monuments

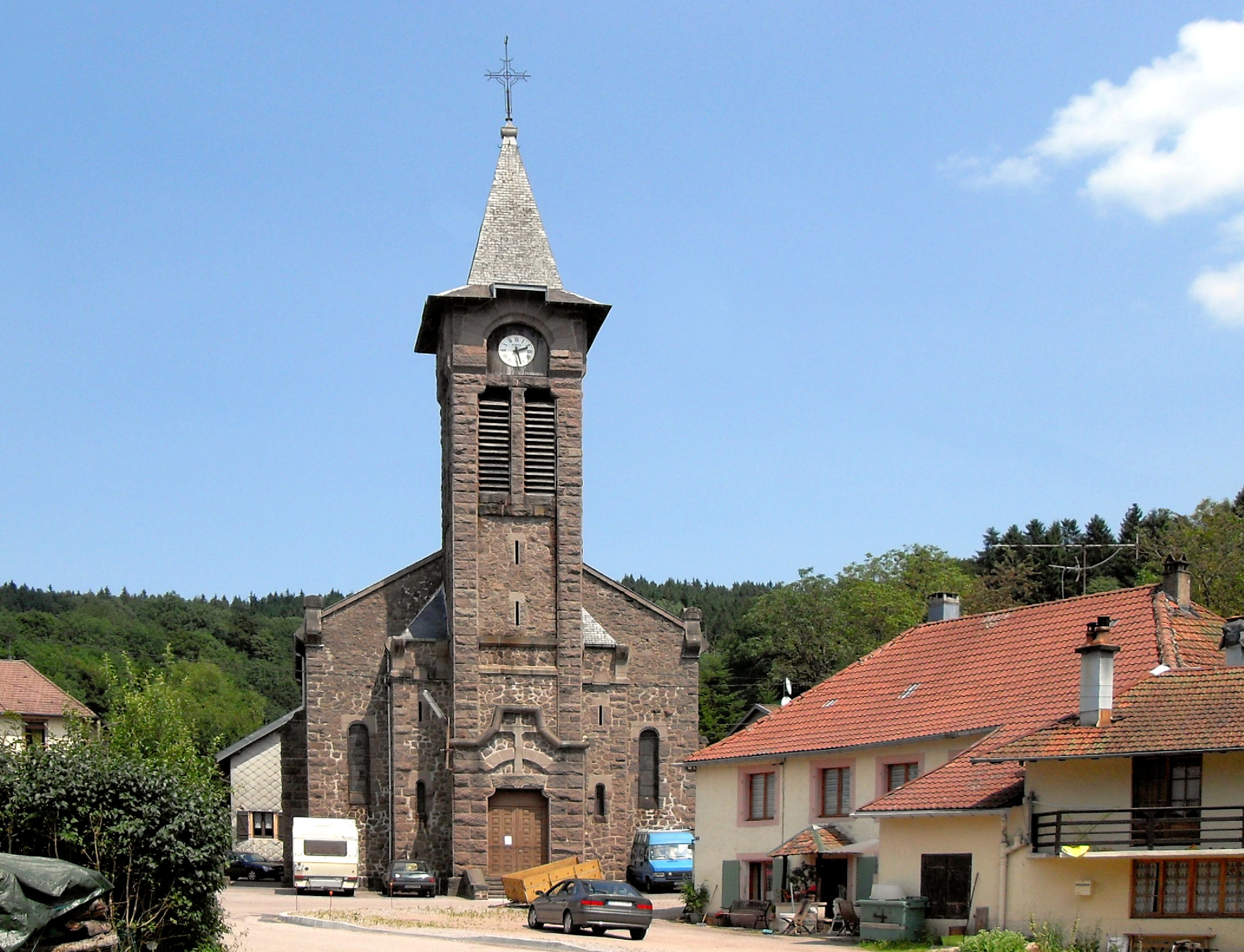
L'église des Saints-Anges-et-de-Sainte-Barbe.

- La nouvelle église des Saints-Anges-et-de-Sainte-Barbe, placée sous le vocable de Barbe la grande martyre ou sainte Barbe, ou Barbara[31], a été reconstruite sur l’emplacement de l’ancien édifice, a été consacrée le 19 juin 1904.
- Monument aux morts[32].
- Bornes frontalières d'Ancien Régime[33].
- Bornes frontalières et forestières[34].
- Il existe, à quelques centaines de mètres du village, une redoute montée en pierres sèches et datant vraisemblablement du XVIe siècle. Cette redoute a été "modifiée" pendant la guerre de 1914-1918 et menace actuellement ruine[35].
- Patrimoine architectural rural recensé par le service de l'Inventaire général du patrimoine culturel[36].

## Pour approfondir